# Jo Walton
Jo Walton, född den 1 december 1964 i Aberdare i Wales, är en  kanadensisk fantasy- och science fiction-författare och poet. Hennes roman Among Others vann 2011 Nebulapriset för bästa roman och 2012 Hugopriset för bästa roman. Den är en av endast sju romaner, som har nominerats till såväl Hugopriset, Nebulapriset som World Fantasy Award.

## Biografisk not
Waltons födelseort ligger i Cwm Cynon (engelska: Cynon Valley), ett av de många tidigare kolgruvedistrikten inom South Wales Valleys. Hennes tidiga skolgång var i Aberdare och Cardiff. Utbildningen avslutades i Shropshire och vid University of Lancaster. Efter ett par år i London flyttade hon åter till Lancaster  och därifrån 1997 till Swansea. Walton flyttade 2002 till Montreal, Quebec, sedan hennes första roman blivit publicerad och är nu kanadensisk medborgare.
Walton har varit aktiv i sf-fandom och hennes giftermål 2001 i den walesiska bokstaden Hay-on Wye med den Irlandsfödde doktor Emmet A. O'Brien tog formen av en minicon. Hon har en son,  Sasha, från tidigare gifte. Hennes bakgrund i Wales och i fandom kommer fram tydligt i den självbiografiska fantasyromanen Among Others. Romanen är en dagbok som skrivs av en 15-årig flicka från Wales, Mori, som nu (1979) går i en internatskola i Oswestry. Hon blir mobbad i skolan för att hon är tvungen gå med käpp efter en trafikolycka och har konstigt namn. Hon hittar en sf-bokcirkel och börjar konsumera sf-böcker och kommer i kontakt med fandom och får en pojkvän som besökt en världskongress. Mori har en manipulativ personlighet och använder magi och har kontakt med alver.
Under 2008 började Walton skriva en kolumn för Tor.com, mestadels retrospektiva recensioner av äldre  böcker.

## Kontrovers
I april 2007 skapade den amerikanske sf-författaren Howard V. Hendrix uppståndelse bland science fiction- och fantasyfans och -författare med ett inlägg den 12 april 2007 i Livejournal. Detta hade ett delvis annat syfte, men det var hans deklaration att professionella skribenter aldrig borde släppa sina skrifter online gratis i någon form, som väckte känslor. Hendrix likställda sådana författare med strejkbrytare,  en kommentar som drog kritik från en rad andra författare, såsom Michael A. Stackpole.  Walton engagerade sig och svarade på det här genom att förklara 23 april som International Pixel-Stained Technopeasant Day, en dag när författare som inte höll med Hendrix kunde släppa sina berättelser på nätet en masse. Således firade Walton denna dag under 2008 genom att publicera flera kapitel i en ofullbordad uppföljare till Tooth and Claw: Those Who Favor Fire. Ett stort antal författare bidrog till International Pixel-Stained Technopeasant Day 2007.  Walton valde den 23 april till minne av en katalansk högtidsdag och för att datumet traditionellt anses vara William Shakespeares födelsedag, men hon var ovetande om att det även var den av Unesco deklarerade Världsbokdagen.

### Romaner
Sulien serien:
- The King's Peace, 2000, Tor Books. ISBN 0-312-87229-1
- The King's Name, december 2001, Tor Books. ISBN 0-312-87653-X
- The Prize in the Game, december 2002, Tor Books. ISBN 0-7653-0263-2

Farthing serien:
- Farthing, augusti 2006, Tor Books. ISBN 0-7653-1421-5
- Ha'penny, oktober 2007, Tor Books. ISBN 0-7653-1853-9
- Half a Crown, augusti 2008, Tor Books

Fristående:
- Tooth and Claw, november 2003, Tor Books. ISBN 0-7653-0264-0
- Lifelode (February 2009, NESFA Press,[10] ISBN 1-886778-82-5
- Among Others, januari 2011, Tor Books. ISBN 978-0-7653-2153-4

### Andra arbeten
- GURPS Celtic Myth (med Ken Walton), (1995) rollspelssupplement
- Muses and Lurkers, poetry (2001) förläggare Eleanor Evans
- Realms of Sorcery (med Ken Walton), (2002) rollspelssupplement
- Sybils and Spaceships, poetry (2009) NESFA Press

## Utmärkelser
- John W. Campbellpriset för bästa nya författare, 2002
- World Fantasy award, 2004
- Prometheuspriset, delat pris 2008
- Mythopoeic Award, 2010